# 武田豊四郎
武田 豊四郎（たけだ とよしろう、1882年〈明治15年〉 - 1958年〈昭和33年〉7月30日）は、日本の仏教学者、民俗学者。早稲田大学仏教青年会初代会長。

## 略歴
- 1882年（明治15年）、出生。生家は真言宗の寺院。
- 1905年（明治38年）、早稲田大学文学部を卒業。
- 1908年（明治41年）、早稲田大学文学部教授となる。
- 1925年（大正14年）、早稲田大学仏教青年会初代会長に就任。
- 1958年（昭和33年）、死去[1]。

## 著作
- 『仏教女性観』婦人文化研究会、1922年11月。全国書誌番号:43036723。
- 『鬼城の白蓮』上田屋書店、1923年6月。 NCID BA53205774。全国書誌番号:43042456。
- 「古代印度の文化」『東洋史講座』 第16号、国史講習会、1926年8月。 NCID BN08525295。全国書誌番号:42012187。
- 「日本文化に対する印度の寄与」『仏教読本』観音会、1926年9月。 NCID BN15407652。全国書誌番号:43052539。
- 『仏教女性観』三申社、1929年12月。 NCID BA3927704X。全国書誌番号:43036723。
- 「古代印度の文化」『東洋史講座』 第15巻、雄山閣、1930年7月。 NCID BN10857775。全国書誌番号:47025401。
- 「古代印度の文化」『東洋史講座』 第16巻、雄山閣、1940年6月。 NCID BN14860873。全国書誌番号:50006954。
- 『日本と印度文化』日本講演協会〈日本講演 no.636〉、1942年4月。 NCID BA83107005。